# Kanton Fresne-Saint-Mamès
Der Kanton Fresne-Saint-Mamès war bis 2015 ein französischer Wahlkreis im Arrondissement Vesoul, im Département Haute-Saône und in der Region Franche-Comté. Sein Hauptort war Fresne-Saint-Mamès. 

## Gemeinden
Der Kanton umfasste 15 Gemeinden:
| Gemeinde                                    | Einwohner | Code postal | Code Insee |
| ------------------------------------------- | --------- | ----------- | ---------- |
| Les Bâties                                  | 74        | 70130       | 70053      |
| Beaujeu-Saint-Vallier-Pierrejux-et-Quitteur | 739       | 70100       | 70058      |
| Fresne-Saint-Mamès                          | 507       | 70130       | 70255      |
| Fretigney-et-Velloreille                    | 626       | 70130       | 70257      |
| Greucourt                                   | 61        | 70130       | 70281      |
| Mercey-sur-Saône                            | 104       | 70130       | 70342      |
| Motey-sur-Saône                             | 30        | 70130       | 70375      |
| Le Pont-de-Planches                         | 169       | 70130       | 70418      |
| Saint-Gand                                  | 77        | 70130       | 70463      |
| Sainte-Reine                                | 38        | 70700       | 70471      |
| Seveux                                      | 464       | 70130       | 70491      |
| Soing-Cubry-Charentenay                     | 486       | 70130       | 70492      |
| Vellexon-Queutrey-et-Vaudey                 | 491       | 70130       | 70539      |
| La Vernotte                                 | 66        | 70130       | 70549      |
| Vezet                                       | 161       | 70130       | 70551      |

## Bevölkerungsentwicklung
| 1962 | 1968 | 1975 | 1982 | 1990 | 1999 |
| ---- | ---- | ---- | ---- | ---- | ---- |
| 3742 | 4268 | 3982 | 3984 | 4010 | 4093 |